# وقف الديانة التركي
وقف الديانة التركية مؤسسة تركية تاسست 13 مارس 1975، بهدف دعم نشاطات رئاسة الشؤون الدينية التركية وإيصال الخدمات الدينية إلى شرائح أوسع وتربية جيل يتحمل مسؤولياته الدينية والاجتماعية.وتم منذ تأسيسه إنشاء 1000 فرع في تركيا وخارجها حتى وصل عدد البلدانالتي له بها فروع 108 دولة.

## المؤسسون
كان أول رئيس للوقف لطفي دوغان ومساعد رئيس الوقف الدكتور طيار ألتي قولاج وبمشاركة السيد يعقوب أوستون ومدير التوظيف السيد أحمد أوزون أوغلو .

## انظر ايضا
- وكالة التعاون والتنسيق التركية

## روابط خارجية
- الموقع الرسمي